# Hans Jansen
Johannes Juliaan Gijsbert «Hans» Jansen (17 de noviembre de 1942-5 de mayo de 2015) fue un político neerlandés, arabista y autor. Fue elegido eurodiputado en 2014 por el Partido por la Libertad (PVV). En el ámbito académico se le asocia con la corriente historico-crítica o «revisionista» de los estudios islámicos; llegó a poner en duda la historicidad de tradiciones islámicas tempranas y, en sus escritos más tardíos, incluso la existencia de Mahoma como persona histórica.

## Vida y carrera
Hijo de una familia estrictamente calvinista, comenzó a estudiar teología en la Universidad de Ámsterdam, pero al cabo de un año se trasladó a árabe y lenguas semíticas. En 1966 pasó un año en El Cairo para perfeccionar el árabe. Prosiguió en la Universidad de Leiden, donde se doctoró en 1974.
Enseñó en las universidades de Groningen, Leiden y Ámsterdam, y fue director del Instituto Neerlandés de Investigación en El Cairo. Posteriormente fue profesor asociado en Leiden. Entre 2003 y 2008 ocupó la cátedra Houtsma de Pensamiento Islámico Moderno en la Universidad de Utrecht.
En 1988 se convirtió al catolicismo. Más tarde comentó que llegó a considerar también la posibilidad de convertirse al islam, cuya «cultura poderosa y de gran belleza» le atraía. Estuvo casado dos veces; con su segunda esposa tuvo tres hijos. Uno de ellos es humorista.
Falleció a causa de un infarto cerebral a los 72 años.

## Compromiso político
Durante sus años universitarios militó en un grupo de izquierdas. El asesinato del presidente egipcio Anwar el-Sadat en 1981 fue, según explicó, un punto de inflexión en su visión del islam, pues algunos amigos suyos vivieron el hecho de cerca.
Fue amigo de Ayaan Hirsi Ali y del cineasta Theo van Gogh. En artículos, entrevistas y tertulias criticó al islam y la forma en que la política neerlandesa se relacionaba con él. Participó en conferencias internacionales del movimiento counter-jihad en Bruselas en 2007 y 2012.
En 2008 asesoró a Geert Wilders sobre su película Fitna y en 2010 fue testigo principal en el juicio contra este político. El 8 de abril de 2014 declaró como perito sobre el Corán y la sharía ante el Magistrates’ Court de Birmingham (Crown vs. Timothy Martin Burton).
En las elecciones europeas de 2014 resultó elegido eurodiputado por el PVV.

## Investigación
Se le encuadra en la línea «revisionista» o histórico-crítica de los estudios islámicos, crítica con la fiabilidad de las tradiciones sobre los orígenes del islam fijadas uno o dos siglos después de los acontecimientos.
En su obra principal, De historische Mohammed (no traducida al inglés), analiza capítulo a capítulo los relatos de la biografía del profeta de Ibn Ishaq (a través de la recensión de Ibn Hišam), texto fundamental para el islam tradicional, y argumenta que muchos pasajes no son verosímiles históricamente. Señala supuestas autocontradicciones, discrepancias con otras fuentes, embellecimientos tardíos, motivos políticos o teológicos, construcción literaria según modelos bíblicos y problemas cronológicos. Entre los ejemplos que cita: fechas excesivamente precisas para un autor que escribe 150 años después; la presentación de Aisha —hija del califa Abu Bakr— como esposa predilecta de Mahoma; o la narrativa sobre la matanza de los Banu Quraiza, que considera literaria y tardía. También sostiene que la lectura de pasajes coránicos ha quedado condicionada por tradiciones posteriores de dudosa base histórica.
En el epílogo sostiene la hipótesis —minoritara incluso dentro del revisionismo— de que Mahoma no habría existido como persona histórica. Su libro fue elogiado por el profesor Karl-Heinz Ohlig y recibió reseñas críticas pero respetuosas, como la de Stefan Weidner en Qantara.de, o la valoración positiva del historiador Dan Diner.

## Publicaciones
En neerlandés
- Inleiding tot de Islam (1987).
- De Koran uit het Arabisch Vertaald door Prof. dr. J.H. Kramers (ed., con Asad Jaber) (1992).
- Nieuwe Inleiding tot de Islam (1998).
- Het Nut van God (2001).
- God heeft gezegd: terreur, tolerantie en de onvoltooide modernisering van de islam (2003).
- De radicaal-islamitische ideologie: Van Ibn Taymiyya tot Osama ben Laden (lección inaugural, Utrecht, 2004).
- Islam: een hoorcollege over de islamitische godsdienst en cultuur (2005, audio).
- De historische Mohammed: de Mekkaanse verhalen (2005).
- De historische Mohammed: de verhalen uit Medina (2007).
- Bombrieven (2008, correspondencia con Abdul-Jabbar van de Ven).
- Islam voor varkens, apen, ezels en andere beesten (2008).
- Zelf Koran lezen (2008).
- Eindstrijd (ed., con Snel) (2009).

En inglés
- The Interpretation of the Koran in Modern Egypt (Leiden: Brill, 1974).
- The Neglected Duty: The Creed of Sadat’s Assassins and Islamic Resurgence in the Middle East (Nueva York: Macmillan, 1986).
- The Dual Nature of Islamic Fundamentalism (Londres: Hurst & Company, 1997).
- Why Shouldn’t Israel Exist in the Middle East? A Synopsis (Soesterberg: Aspekt, 2017).

Columnas
- Colaborador del blog neerlandés GeenStijl.nl.